# Língua maxacali
O Maxacali (autodenominação tikmũ’ũn yĩyax [tɪjk˺mɯ̃Ɂˈɯ̃ɜ̯ ̃n˺ɲɪ̃ j̃ ɲˈaj]) é uma língua indígena brasileira pertencente ao tronco linguístico Macro-jê. Atualmente, é falada no nordeste do estado de Minas Gerais, nas aldeias de Água Boa, Pradinho, Cachoeirinha e Aldeia Verde.
O maxacali é falado pelos maxacalis, que denominam si mesmos e a língua como Tikmũ’ũn, combinação de tihik, que significa homem, e mu’un, que se refere a grupo, inclusão. A língua possui mais de mil e duzentos falantes e é a única remanescente de sua família. Segundo o Atlas da UNESCO das Línguas em Perigo, sua situação é de vulnerabilidade em relação ao grau de vitalidade e perigo de desaparecimento.

## Classificação
A língua maxacali é membro da família linguística homônima maxacalis, à qual também pertencem as línguas Pataxó, Kapoxó, Monoxó, Makoní e Malalí. Destas, o maxacali é a única ainda viva. A família, por sua vez, pertence ao tronco Macro-jê, que compõe, junto com o Tupi, os dois grandes troncos de línguas indígenas no Brasil.
Além da língua falada, há também uma variante empregada nos cantos rituais realizados pelos maxacalis. A língua dos cantos se distancia da modalidade principal no que concerne ao léxico, com (1) nomes completamente diferentes ou (2) divergências no vozeamento de consoantes.
Abaixo, alguns exemplos que comparam o vocabulário da língua falada e o da língua dos cantos.
| Língua Falada | Língua dos Cantos | Português | Diferença |
| ------------- | ----------------- | --------- | --------- |
| Kakxop        | Kõnõmĩy           | Menino    | 1         |
| ’Ũhũn         | Kõyãg             | Mulher    | 1         |
| Putuxnãg      | Putuxnãg          | Ave       | 2         |
| Hãmgãy        | Xokãnet           | Onça      | 1         |
| Pet           | Met               | Casa      | 2         |
| Pakut         | Makoix            | Doente    | 2         |
| Konããg        | Kukmi             | Água      | 1         |
| Kukxexka      | Konãkox           | Rio       | 1         |
| Penãhã        | Pami              | Ver/Olhar | 1         |
| Pip           | Mip               | Deitar    | 2         |

## Distribuição Geográfica

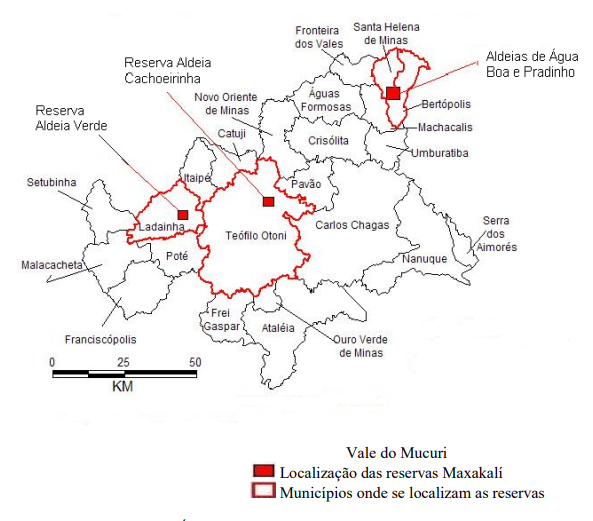
Localização das reservas maxacali no Vale do Mucuri

Vale do Mucuri

O maxacali é falado pelo maxacalis, cujo povo se localiza no Brasil, no Vale do Mucuri, nordeste do estado de Minas Gerais. Grande parte reside nos municípios de Santa Helena de Minas e de Bertópolis, onde estão localizadas as aldeias de Água Boa e Pradinho, respectivamente. Esses dois territórios estão unificados na Terra Indígena Maxakali.
A outra parte, por sua vez, vive em novas reservas na aldeia de Cachoeirinha, na cidade de Teófilo Otoni, e em Aldeia Verde, em Ladainha.

## Fonologia

### Consoantes
A língua possui dez fonemas consonantais: seis orais /p/, /t/, /c/, /k/, /Ɂ/, /h/ e quatro nasais /m/, /n/, /ɲ/, /ŋ/. As consoantes nasais maxacalis possuem alofones inteiramente nasais [m], [n], [ɲ], [ŋ] (que ocorrem juntos a vogais nasais), parcialmente nasais [ᵐb], [ⁿd], [ᶮdʒ], [ᵑg] e completamente orais [b], [d], [dʒ] e [g], os dois últimos tipos ocorrendo junto a vogais orais. Com relação à alofonia, abaixo constam os sons consonantais mais comuns da língua.
|           | bilabial | bilabial | alveolar | alveolar | palatal | palatal | pós-alveolar | pós-alveolar | pós-alveolar | velar | velar | glotal | glotal |
| oclusiva  | p        | b        | t        | d        | c       |         |              |              |              | k     | g     | Ɂ      |        |
| nasal     |          | m        |          | n        |         | ɲ       |              |              |              |       | ŋ     |        |        |
| fricativa |          |          |          |          |         |         | ʃ            | ʃ            |              |       |       | h      |        |
| africada  |          |          |          |          |         |         | tʃ           | dʒ           | dʒ           |       |       |        |        |

### Vogais
O maxacali possui dez fonemas vocálicos, sendo cinco orais /a/, /e/, /i/, /o/, /ɯ/, e cinco nasais /ã/, /ẽ/, /ĩ/, /õ/, /ɯ̃/. Considerando a alofonia, abaixo estão diagramados os sons vocálicos verificáveis do maxacali.
|               | Anterior | Anterior | Quase anterior | Quase anterior | Central | Central | Posterior | Posterior |
| Fechada       | i, ĩ     |          |                |                | ɨ, ɨ̃    |         | ɯ, ɯ̃      | u, ũ      |
| Quase Fechada |          |          | ɪ, ɪ̃           |                |         |         |           |           |
| Semifechada   | e, ẽ     |          |                |                |         |         | ɤ, ɤ̃      | o, õ      |
| Semiaberta    | ɛ        |          |                |                | ɜ, ɜ̃    |         |           | ɔ         |
| Aberta        | a, ã     |          |                |                |         |         |           |           |

## Sistema de Escrita
O maxacali é escrito utilizando-se um alfabeto latino, elaborado pelo linguista estadunidense Harold Popovich durante os anos que passou vivendo com os maxacalis (de 1958 a 1987). O sistema era utilizado, principalmente, para a alfabetização dos indígenas. O alfabeto maxacali possui 20 letras, 10 para representar consoantes e 10 para representar vogais:
a, ã, e, ẽ, g, h, k, i, ĩ, m, n, o, õ, p, t, u, ũ, x, y, ‘
Apesar dos caracteres latinos, algumas letras possuem pronúncias diferentes das do português. Quanto às vogais, ⟨a⟩, ⟨e⟩, ⟨i⟩ e ⟨o⟩ possuem pronúncias similares ao português brasileiro, enquanto ⟨u⟩ é pronunciado como o ⟨e⟩ em roses, no inglês. As formas ⟨ã⟩, ⟨ẽ⟩, ⟨ĩ⟩, ⟨õ⟩ e ⟨ũ⟩ representam a nasalização das vogais antes citadas.
As consoantes que diferem do português e o modo como são pronunciadas são: ⟨h⟩, como o h em hat (inglês); ⟨y⟩, como o nh em minha (português); e o ⟨'⟩ como uma parada glotal.

## Morfossintaxe

### Nome

#### Flexão de Número
Em maxacali, há dois sufixos de número que se juntam a nomes expressando plural: -xop e -xohi. Não há verificações do que condiciona a ocorrência de um ou de outro além da natureza lexical. Abaixo estão alguns exemplos:
| Singular  | Plural        | Português     |
| --------- | ------------- | ------------- |
| Ũhũn      | Ũn-xop        | Mulher(es)    |
| Tonopexot | Tonopexot-xop | Professor(es) |
| Yãmĩy     | Yãmĩy-xop     | Espírito(s)   |
| Kakxop    | Kakxop-xohi   | Menino(s)     |
| Xap       | Xap-xohi      | Semente(s)    |
| Hãmgãy    | Hãmgãy-xohi   | Onça(s)       |

#### Pronomes

##### Marcadores de Pessoa
Os marcadores de pessoa em maxacali se distinguem em pessoa, número e agentividade, isto é, se o sujeito é ativo ou não.
As pessoas do discurso são a 1º do singular (a que fala), a 2º do singular (com quem se fala) e a 3º do singular (de quem se fala). A 1º pessoa do plural é dividida em: inclusiva, composta pela pessoa que fala e a com quem se fala; e exclusiva, composta pela pessoa que fala e a de quem se fala. Também são presentes as 2º e 3º pessoas do plural.
Há duas classes: marcadores ativos e marcadores inativos. Os marcadores ativos aparecem junto a verbos transitivos e intransitivos ativos da língua, enquanto os inativos ocorrem junto a marcadores de posse alienável ou como prefixos de verbos intransitivos inativos.
| Pessoa          | Marcadores ativos | Marcadores inativos |
| --------------- | ----------------- | ------------------- |
| 1º singular     | ã-te              | ũg-                 |
| 2º singular     | xa-te             | ã-                  |
| 3º singular     | tu-te             | ũ-                  |
| 1º plural incl. | ũg-mũn-ã-te       | ũg-mũn              |
| 1º plural excl. | yũmũg-ã-te        | yũmũg               |
| 2º plural       | ã-xop-te          | ã-xop               |
| 3º plural       | tu-te / ũ-xohi-te | ũ- / ũ-xohi         |

##### Marcadores de Posse
A posse é expressa de duas maneiras em maxacali. O primeiro tipo é inerente a nomes de posse direta (como parentesco, partes do corpo e itens pessoais) e ocorre por meio dos prefixos de pessoa inativos.
| Ũghex ũgãy                |      |       |
| Ũg-                       | hex  | ũgãy  |
| 1-sɢ                      | irmã | brava |
| 'Minha irmã é/está brava' |      |       |

O segundo tipo de posse se realiza por meio dos possessivos yõg e õg, que se juntam a nomes de posse indireta. Os marcadores yõg e õg correspondem, respectivamente, à primeira e à segunda pessoa do singular. A referência às outras pessoas do discurso se faz por meio do -yõg pós-posto aos marcadores de pessoa inativos, como forma de genitivo. Abaixo, um exemplo de uso do -yõg seguindo o marcador inativo de terceira pessoa do singular.
| Piya mõg ũ-yõg xahap                                       |     |         |       |
| Piya                                                       | mõg | ũ-yõg   | xahap |
| Onde                                                       | ir  | ele-ɢᴇɴ | chave |
| 'Onde está a chave dele?' = 'Onde foi parar a chave dele?' |     |         |       |

##### Pronomes Demonstrativos
No maxacali, os pronomes demonstrativos estão diretamente relacionados à distância do referente em relação ao falante. Foram encontradas três formas demonstrativas na língua: nũhũ (‘este’), nõõm (‘esse’), õhõm (‘aquele’). Para cada uma dessas, há uma forma plural correspondente, compostas das formas pronominais reduzidas e o sufixo plural -xop: nũ-xop (‘estes’), nõm-xop (‘esses’), õm-xop (‘aqueles’).

### Verbo
Em maxacali, os verbos são divididos em duas classes semânticas: transitivos e intransitivos. O sujeito de verbos transitivos é marcado por meio da partícula ergativa te, que identifica seu papel de agente, e, em geral, não há informação temporal nesses verbos.
Por exigirem apenas o papel de sujeito, os verbos intransitivos contém os estativos e os descritivos, por indicarem um estado ou uma atribuição do sujeito. Os intransitivos são divididos em dois: ativos, que também têm o sujeito marcado pela partícula te; e inativos, codificados principalmente pelo prefixo de terceira pessoa ũ- ou pelo reflexivo yãy.
Os verbos sofrem pouca variação morfológica, apenas para a indicação de pessoa, aspecto e modo. Não há denotação de evidencialidade.

#### Aspecto
A distinção entre tempo, modo e aspecto não é nítida em maxacali. Por conta disso, aqui, aspecto pode se referir tanto à qualidade da ação quanto ao tempo em que ela ocorre.

##### Aspecto Capacitivo
Para expressar que o sujeito ‘possui capacidade de vir a fazer algo, fazer sempre’, aparece sufixada ao verbo a forma -‘ax / -pax, que indica potencialidade ou habitualidade. Abaixo, um exemplo de -'ax (sublinhado) sufixado ao verbo mũg ('pegar').
| xapup                                     | mũg'ax    | tik te    | nũy  | putex |
| porco                                     | pegar-ᴘᴏᴛ | homem-ᴇʀɢ | para | matar |
| 'O homem pode pegar o porco para matá-lo' |           |           |      |       |

##### Aspecto Intensivo
Para expressar o aspecto de intensidade, sufixa-se ao verbo a forma livre -nãm, que tem sentido de ‘muito’. Assim ocorre no exemplo abaixo, com -nãm (sublinhado) sufixado ao verbo mãhã ('comer').
| koktix te                          | 'mãhã   | paxok | tu | mãnãm       |
| macaco-ᴇʀɢ                         | 3-comer | milho | e  | comer/muito |
| 'O macaco come milho e come muito' |         |       |    |             |

#### Modo

##### Modo Indicativo
Modo indicativo é o fundamental da língua maxacali, utilizado para narrativas, declarações, informações, ênfases e exclamações. Por ser básico, nem verbo ou frase sofrem mudanças para indicá-lo.

##### Modo Imperativo
As formas imperativas no maxacali são de 1º e 2º pessoas, afirmativas e negativas. As frases imperativas afirmativas são iniciadas pela partícula ‘ãpu, mas nelas o verbo pode ocorrer, também, sem o sujeito, nesse caso dispensando a adição da partícula. Considere o exemplo a seguir:
| 'ãpu                  | yũmmug | mõg | nõpox | tu   |
| ɪᴍᴘ-ᴀғғ               | nós    | ir  | posto | para |
| 'Vamos para o posto!' |        |     |       |      |

Similarmente, as frases negativas são indicadas pela partícula ka no seu início, como abaixo:
| ka                    | tu   | 'ãhõm | 'ãxok  |
| ɪᴍᴘ-ɴᴇɢ               | para | 1-dar | açúcar |
| 'Não me dê o açúcar!' |      |       |        |

#### Tempo
Como as formas verbais no maxacali dão muita pouca informação temporal, existem várias outras que exprimem tais circunstâncias ao aparecerem no início das frases. No que diz respeito ao tempo passado, uma situação remota é expressa pela forma homã (‘muito tempo atrás’), enquanto para um evento mais recente usa-se a forma hãp (‘já aconteceu’). O tempo futuro se refere ao que ainda vai acontecer. Outras formas são mais específicas, e estão listadas abaixo:
| Maxacali   | Português       |
| ---------- | --------------- |
| xap        | 'cedo'          |
| ognãg      | 'nada', 'nunca' |
| nõnhã'h    | 'agora'         |
| hĩnãg      | 'sempre'        |
| hãptup     | 'hoje'          |
| hãptup hãp | 'ontem'         |
| nõphã      | 'antes de'      |

#### Ordem da frase
A ordem básica de palavras na frase em maxacali é sujeito-objeto-verbo (SOV), como no Turco e no Latim. No entanto, são recorrentes as variações sujeito-verbo-objeto (SVO) e sujeito-verbo (SV) alternando com verbo-sujeito (VS). Por ser uma língua ergativa, o maxacali utiliza a partícula te seguinte ao sujeito de verbos transitivos para indicá-lo na frase.
Considere as ordens abaixo:
| Ordem |                           |            |        |
| ----- | ------------------------- | ---------- | ------ |
| SOV   | Tik te                    | putuxnãg   | penãhã |
| SOV   | Homem-ᴇʀɢ                 | passarinho | ver    |
| SOV   | 'O homem vê o passarinho' |            |        |
| SVO   | Hamũn te                  | 'mãhã      | mãhãm  |
| SVO   | Ele-ᴇʀɢ                   | comer      | peixe  |
| SVO   | 'Ele comeu o peixe'       |            |        |

Para que a alternação entre VS e SV ocorra, o sujeito se desloca para frente do verbo e deixa em seu lugar de origem o pronome de terceira pessoa 'ũ, que funciona como um vestígio de sujeito. Note:
| Ordem |                   |         |
| ----- | ----------------- | ------- |
| SV    | puxap             | xupep   |
| SV    | marreca           | chegar  |
| SV    | 'A marreca chega' |         |
| VS    | 'ũxupep           | puxap   |
| VS    | 3-chegar          | marreca |
| VS    | 'A marreca chega' |         |

#### Vozes

##### Voz Causativa
Em maxacali, a voz causativa se apresenta a partir do emprego do sufixo -nãhã (ou qualquer uma de suas formas alternativas morfofonêmicas -yãhã e -gãhã). Nela, um dos agentes (sujeito) faz com que o outro (objeto direto) pratique a ação. Note o exemplo, com o sufixo sublinhado:
| ta                                                            | 'ũhex  | 'ũpi  | mõg | xi | kutok             | hãynãhã      | mãhãm |
| e                                                             | mulher | levar | ir  | e  | filhote de abelha | cheirar-ᴄᴀᴜs | peixe |
| 'e a mulher levou filhote de abelha como isca para os peixes' |        |       |     |    |                   |              |       |

##### Voz Reflexiva
A voz reflexiva aparece no maxacali com o sentido de que o agente coincide com o objeto da ação, e acontece em todas as pessoas. Para marcá-la, utiliza-se a partícula yãy aparecendo imediatamente antes do verbo transitivo. Considere o exemplo abaixo:
| 'ãte           | yãy  | xak    |
| eu-ᴇʀɢ         | ʀᴇғʟ | cortar |
| 'Eu me cortei' |      |        |

## Vocabulário
Grande parte do vocabulário maxacali foi documentado pela pedagoga Maria Aparecida Domingos Antunes em seu “Pequeno Dicionário Indígena Maxakali-Português/Português-Maxakali”, de 1999. Abaixo constam alguns exemplos de palavras da língua Maxakali e sua tradução para o português.
| Maxacali | Português           |
| -------- | ------------------- |
| ãte      | eu                  |
| ã        | você                |
| ãm       | nós                 |
| hãptup   | amanhã, depois      |
| hõmã     | ontem, antigamente  |
| hõnhã    | hoje, agora         |
| kãmãnat  | companheiro         |
| kapex    | café                |
| kaõy     | louva-a-Deus        |
| kohot    | mandioca            |
| mãhãm    | peixe               |
| mĩpkox   | canoa, tronco oco   |
| mõkuk    | acender fogo        |
| õhõm     | lá                  |
| pa'      | olho                |
| pekox    | céu                 |
| tepta'   | banana              |
| mĩpkox   | cabeça              |
| xupepmã  | dar à luz           |
| yĩyxix   | rir, sorrir, alegre |

### Numeração
Os numerais em maxacali são adaptações dos números da língua portuguesa, e por essa razão suas pronúncias são próximas. A contagem de 1 a 10 em maxacali é:
| Maxacali | Português |
| -------- | --------- |
| õm       | um        |
| nox      | dois      |
| tenex    | três      |
| koat     | quatro    |
| xĩy      | cinco     |
| xex      | seis      |
| xet      | sete      |
| ox       | oito      |
| nõm      | nove      |
| nex      | dez       |

## Amostra
O curto texto abaixo foi formulado numa atividade de produção de texto espontânea por um indígena maxacali. A tradução para o português que segue é de Harold Popovich.
HÃM XAHA’
Yokiy Maxakali (11 anos)
Mihim um xak, nuy mõ'xut, pu tu' puk, nuy hõmã ha' xe' xa', nuy mõ'xut, pu tu' puk, ha' kup xut, pu tu' nõg, ha' kot, nüy xok peyõg, pu tu xokax, nuy kopa hãm tu xux, ha' ta tu hãm xux xit, pu tu' ta' kix, nuy nõã'. Ükux.
ROÇA
Juquinha Maxacali
As pessoas derrubam árvores, queimam-nas para poderem fazer roça. Elas tiram madeira, pouco a pouco até acabar. Cavam buracos para plantar mandioca e feijão. As plantas brotam e o capim cresce também, então limpam com a enxada até a colheita, batem o feijão até colherem tudo.

## Na Mídia
O maxacali já foi objeto de um problema da Olimpíada Brasileira de Linguística, na edição MĂRGELE, de 2017.